# Planetologi

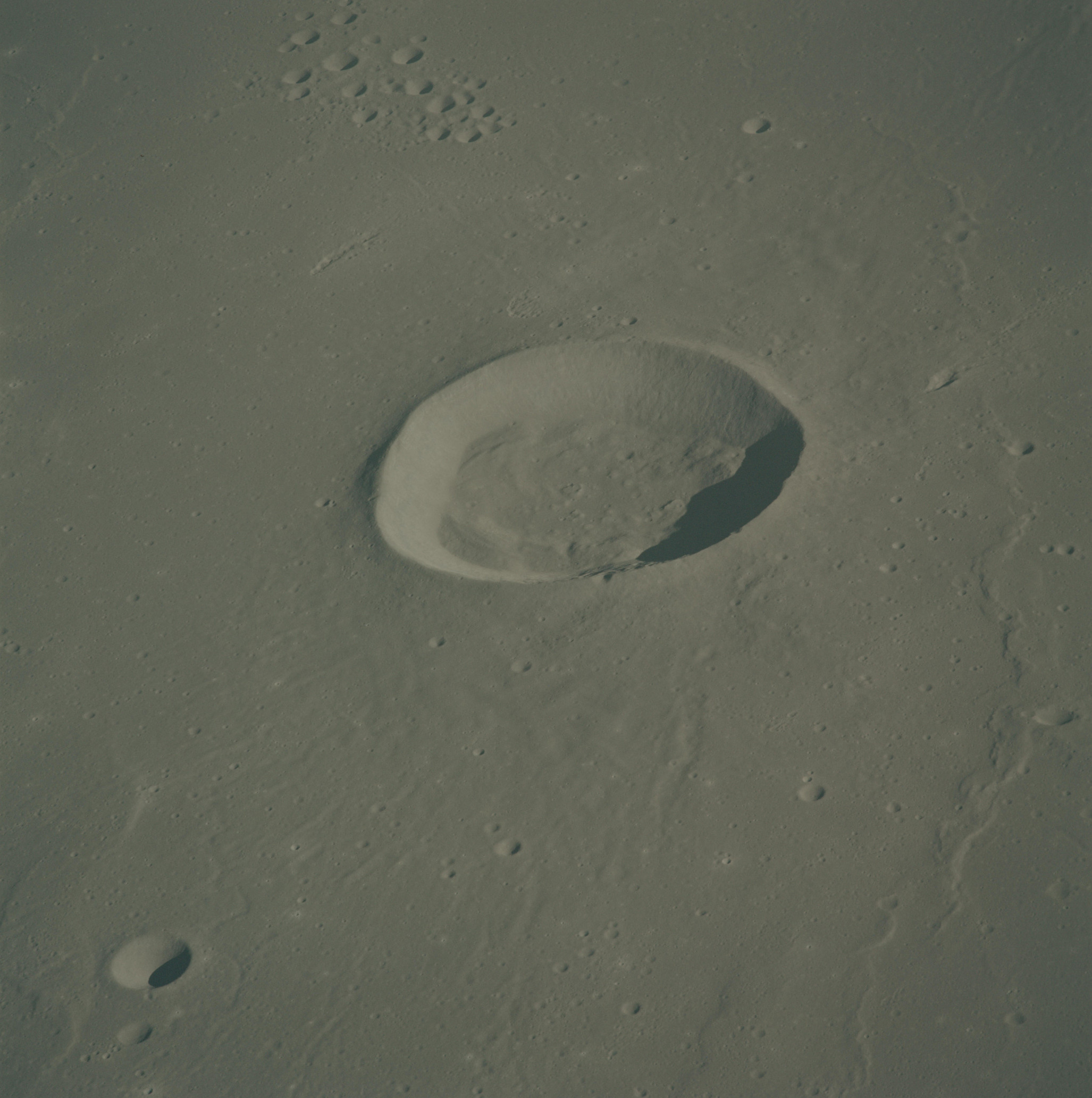
En krater på månen

Planetologi är den vetenskap som behandlar planeter, månar och solsystem. En stor del av planetologin fokuserar på de planeter och månar som finns i vårt solsystem samt de processer som formar dem. Planetologin omfattar alla storlekar på objekt från mikrometeoroider till gasjättar, syftet är att fastställa deras sammansättning, dynamik, bildning, växelverkan och historia. Det är ett tvärvetenskapligt område som uppkom ur astronomi och geovetenskap, men som nu omfattar planetarisk astronomi, planetarisk geologi (tillsammans med geokemi och geofysik), fysisk geografi (geomorfologi och kartografi tillämpad på planeter), atmosfärsvetenskap, teoretisk planetologi och studierna om exoplaneter. Det finns observationella och teoretiska grenar inom planetologin. Den observationella forskningen innebär en kombination av fjärrstyrda utforskande rymdfarkoster på uppdrag med hjälp av fjärranalys och jämförande experimentellt arbete i jordbaserade laboratorier. Den teoretiska grenen innefattar datorsimulering och matematiska modeller. Planetologer är oftast utstationerade där man bedriver forskning inom astronomi, fysik och jorden på till exempel universitet och forskningscentra. Men det finns också flera rena planetologiinstitut världen över. Det hålls flera stora konferenser varje år, och många akademiska tidskrifter behandlar ämnet. 

## Historik
Planetologins historia sägs ha börjat redan i antikens Grekland. I modern tid påbörjades de planetologiska studierna utifrån astronomin för att studera de himlakroppar man tidigare inte kunnat studera. Galileos observationer om månbergen påbörjade också studierna av utomjordiska landskap, han upptäckte att månens yta inte alls är särskilt slät utan ganska jordlik. Han sade då att andra världar kanske visar sig vara ”precis som jordytan själv”. Framsteg inom teleskopkonstruktion och upplösning tillät med tiden förbättrade observationer av atmosfärer och detaljer på ytan på andra planeter. Månen var till en början det mest studerade objektet eftersom den alltid uppvisade detaljer på ytan p.g.a. sin närhet till jorden. Tekniska framsteg gjorde att vi fick mer detaljer om månens geologi. Planetologerna använde sig i huvudsak av optiska teleskop, men senare även av radioteleskop och sist robotstyrda rymdfarkoster. Vårt solsystem är numera relativt välstuderat, man har fått en bra heltäckande uppfattning om solsystemets form och evolution. Emellertid finns det ett stort antal obesvarade frågor, och nya upptäckter görs hela tiden, delvis på grund av de många rymdfarkoster som för närvarande utforskar vårt solsystem.

## Intriktningar

### Planetarisk astronomi
Planetarisk astronomi inriktar sig på observationer, men även på teoretisk vetenskap. De forskare som fokuserar på att observera inriktar sig på de mindre objekten i solsystemet; de observeras med hjälp av teleskop, både optiska och radioteleskop. 
Med teleskopen kan man karaktärisera dessa objekt efter följande; form, storlek, rotation, densitet, vikt, förvittring samt se om det är möjligt att förstå hur objektet skapades och formades under dess gång.
Teoretisk planetarisk astronomi handlar om dynamik: Tillämpningen av principerna om astronomisk mekanik till solsystemet och extrasolära planetsystem.

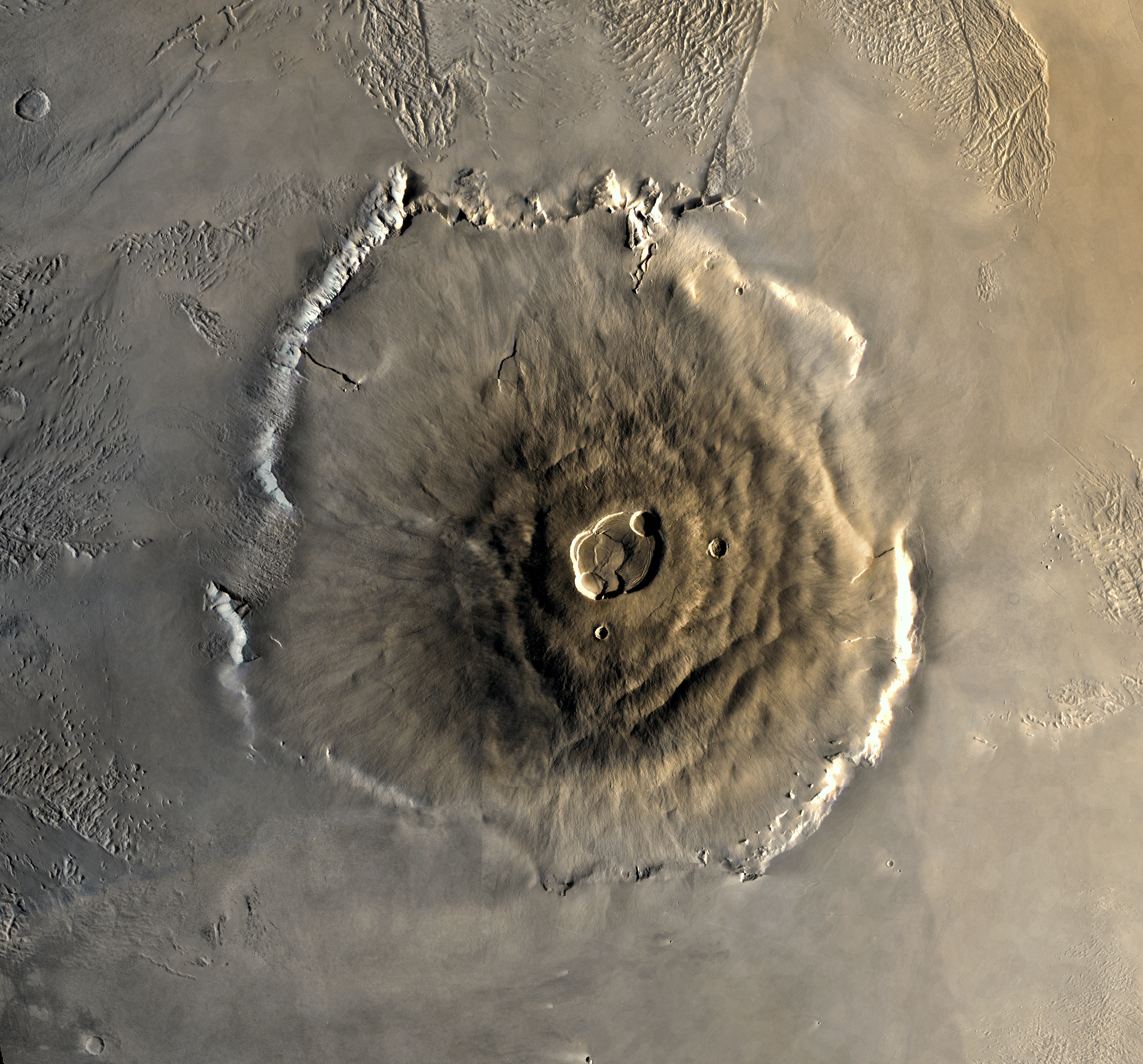
Olympus Mons, solsystemets högsta berg.

### Planetarisk geologi
Planetarisk geologi, även kallad astro- geologi eller exo-geologi, är en planetarisk vetenskap som inriktar sig på himlakropparnas geologi, till exempel planeter och deras månar, asteroider, kometer och meteoriter. Även om ordet” geo” typiskt rör ämnen i samband med jorden, är planetarisk geologi namngivet efter historiska och bekvämlighets-skäl. Men även På grund av att forskningen har ett nära samband med jordbaserad geologi.
I Planetarisk geologi ingår det att bl.a. bestämma den interna strukturen av planeterna, men även den planetarisk vulkanism och processer på ytan så som kratrar, flodöversvämningar och Eoliska processer. Strukturerna för jätteplaneterna granskas också, liksom utformningen av de mindre himlakropparna i solsystemet, såsom asteroider, Kuiperbältet, och kometer. Eugene Shoemaker hedras över att skapat detta ämne i Astrogeologin (numera kallad Astrogeology Research Program) inom US Geological Survey. Han gjorde viktiga upptäckter och studier av nedslagskratrar, månar, asteroider och kometer.

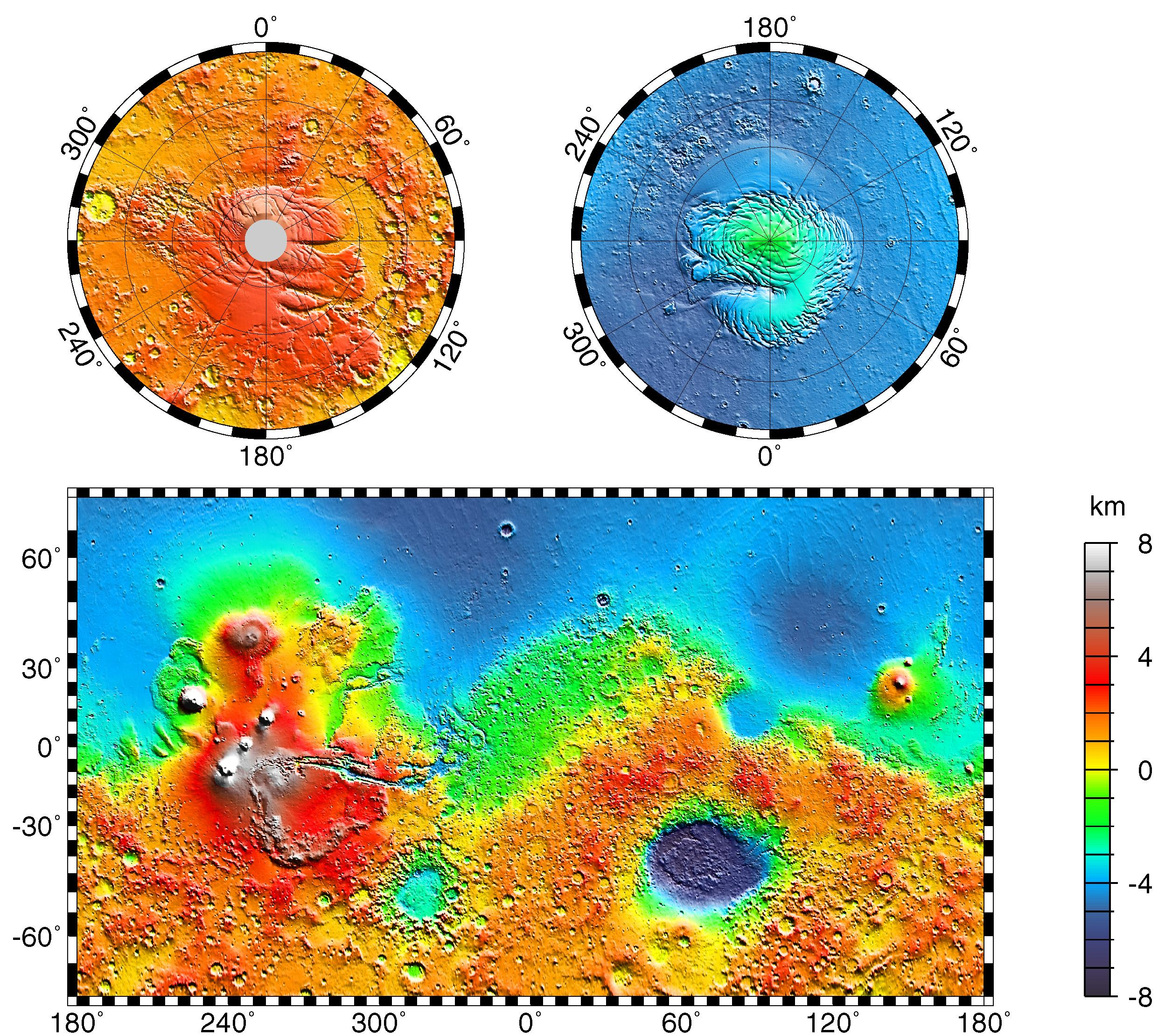
Mars topografi

### Geomorfologi
Geomorfologi är en akademisk disciplin som utvecklats inom gränsområdet mellan geologin och geografin. Inom geomorfologin studeras landformer, landskapets sammansättning och de ytprocesser på jorden och andra planeter som bildar dessa landformer. Den grundläggande frågan är: Varför ser landskapet ut som det gör? Ordet "Geomorfologi" kommer från grekiskans ge (γη), som betyder "jord", och morfé(μορφή), som betyder "form". Geomorfologer försöker dels förstå landformernas historia och dynamik, dels förutsäga förändringar i landformerna med hjälp av en kombination av observationer, fysikaliska experiment och numerisk modellering.
Inom planetologin så fokuserar man sig på:
- Nedslagsegenskaper

till exempel fler ringade bassänger, nedslags kratrar, etc.
- Vulkaniska och tektoniska egenskaper

Så som geologisk aktivitet i form av plattektoniska egenskaper.
- Rymdvittring

Erosionseffekter av den hårda miljön i rymden(fortlöpande mikro-meteoritisk bombardering, Joniserat partikelregn och växthuseffekten). Till exempel är det tunna dammlagret på månens yta är ett resultat av mikro- meteoriskt bombardemang.
- Hydrologiska förhållanden

Vätskan på planeten kan vara allt från vatten till kolväte och ammoniak, beroende på position i solsystemet.
Historien om en planets yta kan dechiffreras genom att kartlägga egenskaper från topp till botten efter nedfallssekvens, som först bestäms av en marksänd sond av Nicolas Steno. Till exempel, stratigrafisk kartläggning förberedde Apollo-astronauterna för de geologiska förhållandena på månen under sitt uppdrag. Överlappande sekvenser identifierades på bilder tagna av ”Lunar Orbiter-programmet”, och dessa användes för att förbereda en lunar stratigrafisk kolumn och en geologisk karta av månen.

## Relativ planetologi
I planetologin använder man sig ofta av metoden att jämföra olika himlakroppar för att få ökad förståelse av det man studerar. Det kan innefatta jämförandet mellan Jordens och Saturnus måne Titans densitet, utvecklingen av himlakroppar som befinner sig i de yttre delarna av solsystemet på olika avstånd från solen, eller geomorfologin av ytorna på de jordlika planeterna, för att ge några exempel. 
Den viktigaste jämförelsen som kan göras är med funktioner på Jorden, eftersom den är mycket mer lättillgänglig och ger ett mycket större utbud av de mätningar som skall göras. Analoga studier på jorden är särskilt vanliga i planetarisk geologi, geomorfologi och även i atmosfärsvetenskap.